# Cryptolechia
Cryptolechia é um gênero de traça pertencente à família Agonoxenidae.